# Hamina-klassen
Hamina klassen er en skibsklasse bygget til Suomen merivoimat bestående af 4 enheder. Teknisk set er skibene klassificeret som "missile fast attack crafts" ohjusvene, betyder direkte oversat "missilbåd" på finsk 

## Historie
Fartøjerne er konstrueret i slutningen af 1990'erne og frem til starten af 2000'erne, og er den fjerde generation af finske missilfartøjer. Den første enhed blev bestilt i december 1996 og den fjerde enhed indgik i flåden den 19. juni 2006. Startende med Helsinki-klassen er samtlige finske torpedo- og missilfartøjer navngivet efter finske kystbyer. Klassen var tidligere benævnt som Rauma 2000-klassen, efter forgængeren Rauma-klassen. I 2008 var alle enhederne i klassen erklæret operative, hvilket betydeligt har forbedret den finske flådes kapaciteter på samtlige områder. 
Alle skibene blev bygget ved Aker Finnyards i Rauma, Finland og har basehavn i Upinniemi.

## Design
Der er for få eller ingen kildehenvisninger i denne artikel, hvilket er et problem. Du kan hjælpe ved at angive troværdige kilder til de påstande, som fremføres i artiklen.

Skibenes skrog er bygget af aluminium og overbygningen er konstrueret af en forstærket kulfiber. Fartøjerne har et utroligt lille deplacement og er meget manøvredygtige. De er udstyret med waterjets i stedet for skruer, hvilket gør dem i stand til at operere i lavt vand, accelerere, stoppe og svinge med utrolig hastighed og præcision.
Hamina-klassen er yderst potente fartøjer, og er udstyret med sensorer og en ildkraft der typisk ses i skibe på den dobbelte størrelse.

## Stealth teknologi
Hamina-klassen er konstrueret med stealth teknologi i tankerne, hvilket har resulteret i minimale magnetiske-, termiske-, og radarsignaturer.
Fartøjernes form er designet til at udvise en så lav en radarsignatur som muligt. De dele af skroget der er konstrueret i metal er blevet dækket med radarabsorberende materialer ligesom kulfiberskroget også er belagt med radarabsorberende materiale. Radartransparente materialer (kevlar, balsa) er også brugt hvor muligt.
I modsætning til glasfiber, blokerer kulfiber for bølger i det elektromagnetiske spektrum. Dette beskytter fartøjernes elektronik i mod en eventuel elektromagnetiske puls. Desuden stopper det eventuelle elektroniske stråler der er genereret af skibets elektronik i at komme ud af skibet. Bortset fra broen er skibene helt uden vinduer, hvor strålerne kan slippe ud.
Fartøjerne er konstrueret næsten uden brug af stål, hvilket har resulteret et meget lavt magnetfelt. Det resterende magnetfelt er fjernet med elektromagneter.
Fartøjerne kan flytte udstødningssystemet under vand således den termiske signatur minimeres, eller det kan flyttes op i luften og dermed lyddæmpe skibene i forhold til ubåde. 50 saltvandsdyser er placeret rundt på dækket og overbygningen kan bruges til at køle skibet ned ved at sprøjte vandet på skibets overflader. Desuden kan dyserne bruges til at rense skibet efter et kemisk angreb eller radioaktivt nedfald.

## Våben
Hamina-klassen benytter moderne systemer indenfor sensor- og våbenteknologi. Et skib i Hamina-klassen kan overvåge luftområdet omkring skibet i en radius af 100 km, og Umkhonto SAM-systemet kan engagere op til otte fly samtidigt op til 14 kilometer væk, hvorimod skibenes SSM har en rækkevidde på over 100 kilometer.
Softwaren i fartøjernes centraliserede kampinformationssystem er kommercielle hyldevarer på et linux-system baseret på redundante x86 servere, hvilket vil gøre vedligeholdelse og fremtidige opgraderinger nemmere og billigere.

## Skibe i klassen
| Pennant | Navn   | Kølen lagt | Søsat    | Indgået         | Skæbne     | Kaldesignal |
| ------- | ------ | ---------- | -------- | --------------- | ---------- | ----------- |
| 80      | Hamina | -          | Maj 1998 | 24. august 1998 | I tjeneste | OJBO        |
| 81      | Tornio | -          | -        | 12. maj 2003    | I tjeneste | OJ204       |
| 82      | Hanko  | -          | -        | 22. juni 2005   | I tjeneste | OJ3370      |
| 83      | Pori   | -          | -        | 19. juni 2006   | I tjeneste | OJ5168      |